# Eng Phanit
Eng Phanit (ur. 10 stycznia 1991) – kambodżański zapaśnik walczący w stylu klasycznym. Brązowy medalista igrzysk Azji Południowo-Wschodniej w 2019. Drugi na mistrzostwach Azji Południowo-Wschodniej w 2023 i trzeci w 2022 roku.